# 羅扎利夫卡 (拉茲傑利納亞區)
46°49′47″N 29°58′38″E / 46.82972°N 29.97722°E
羅扎利夫卡（烏克蘭語：Розалівка）是位於烏克蘭西南部的村莊，由敖德萨州羅茲季利納區的斯捷潘尼夫卡市鎮負責管轄。該村始建於1824年，面積1.59平方公里，海拔高度13米，2001年人口397，人口密度每平方公里250.47人。